# Sympherta habermehli
Sympherta habermehli är en stekelart som först beskrevs av Kiss 1929.  Sympherta habermehli ingår i släktet Sympherta och familjen brokparasitsteklar. Inga underarter finns listade i Catalogue of Life.